# Driesenerpoort
De Driesenerpoort of Molenpoort, ook wel Oostpoort genoemd, (Pools: Brama Drezdenkowska / Młyńska ) (Duits: Driesener Tor / Mühlentor) is een stadspoort in de Poolse stad Strzelce Krajeńskie (Duits: Friedeberg im Neumark). De gotische poort is een voorbeeld van baksteengotiek en staat op deze plek sinds het begin van de 15e eeuw. Tot 1736 beschikte de poort ook over een bastion. De Driesenerpoort bestaat uit vier verdiepingen. De poort maakt onderdeel uit van de stadsmuur van Strzelce Krajeńskie. De stad beschikte over twee stadspoorten, de tweede stadspoort was de Landsbergerpoort of Westpoort. De twee stadspoorten beschermden de weg tussen de twee meren, waartussen de stad gelegen is.

## Afbeeldingen

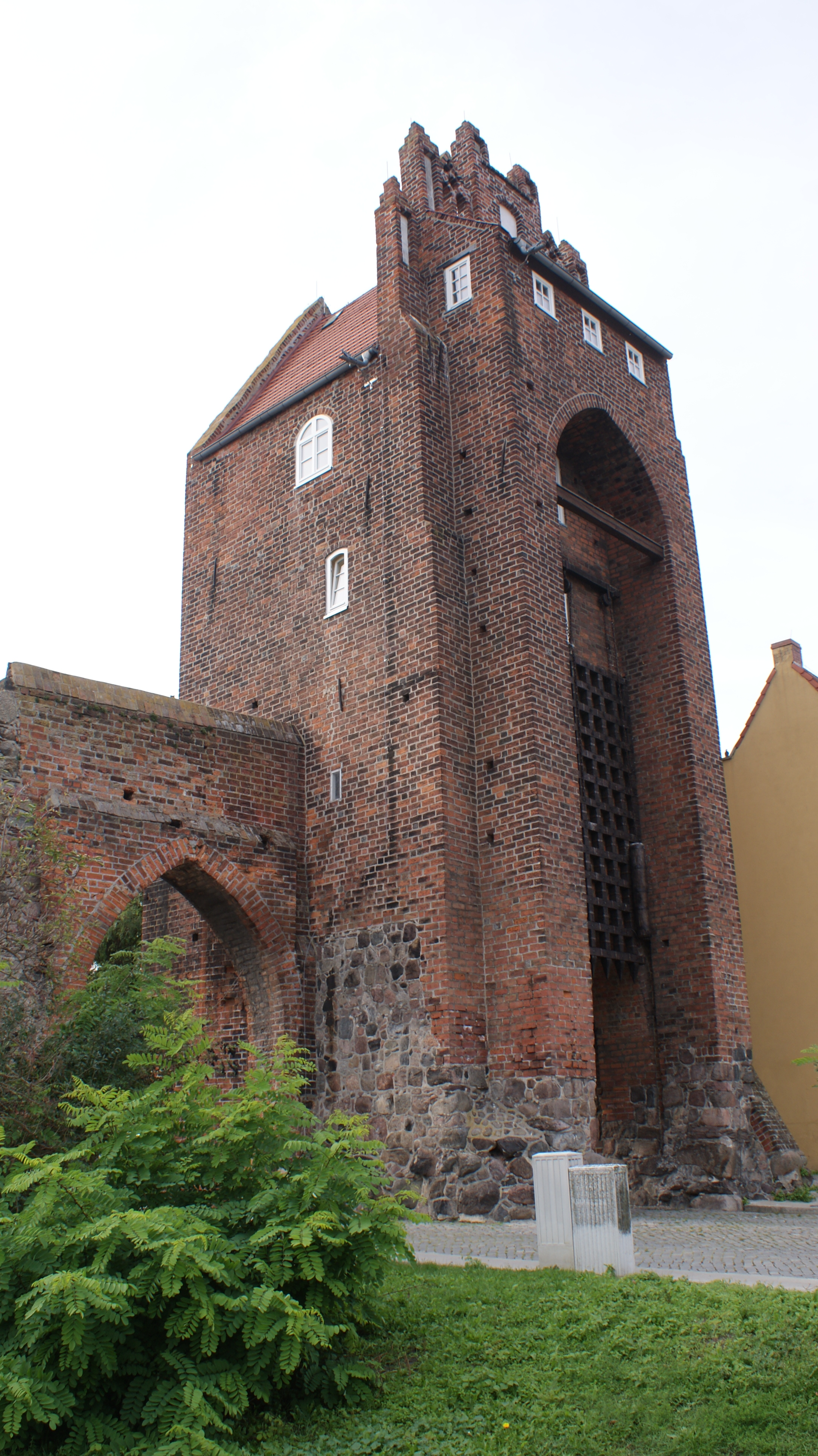
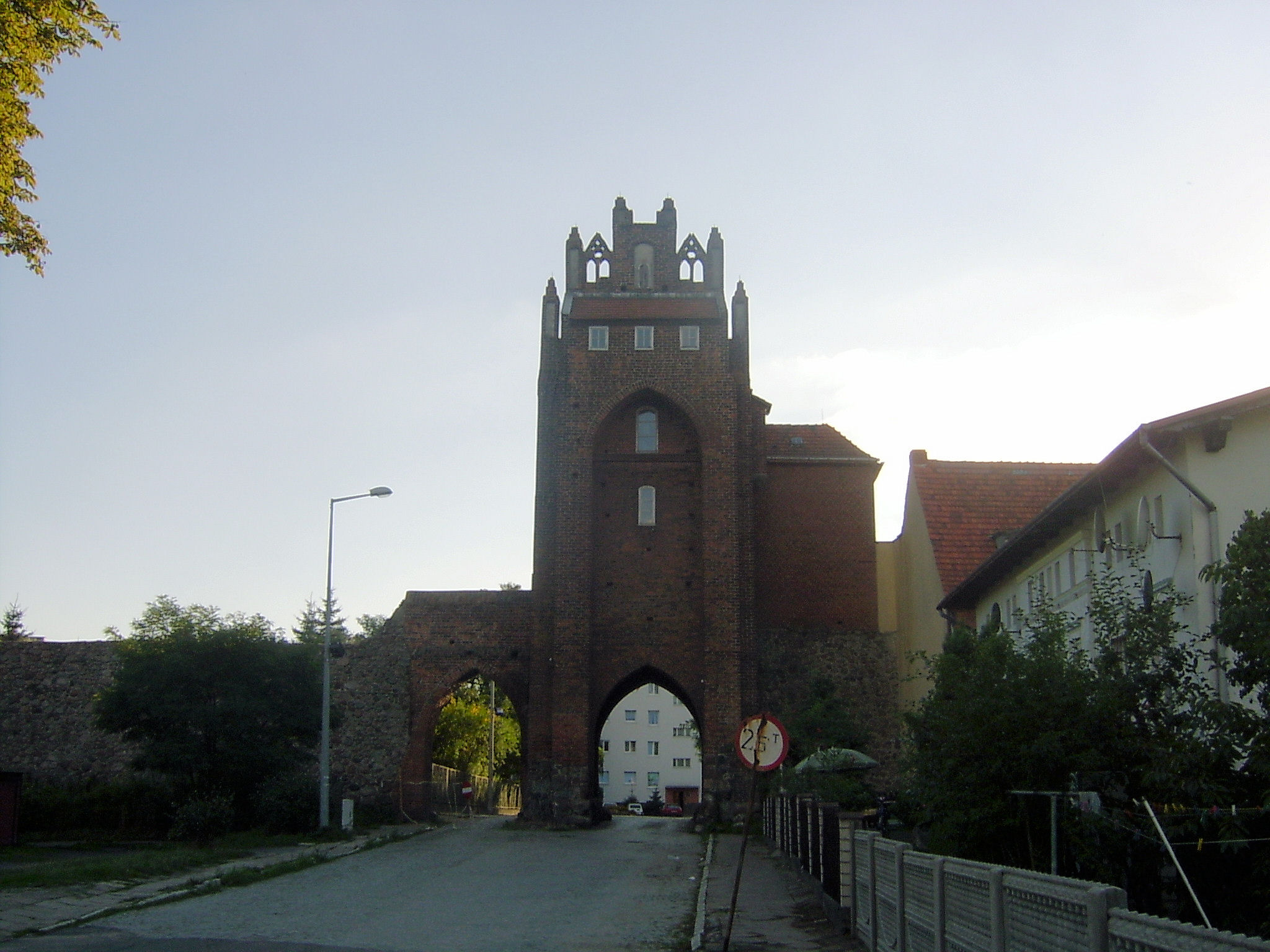
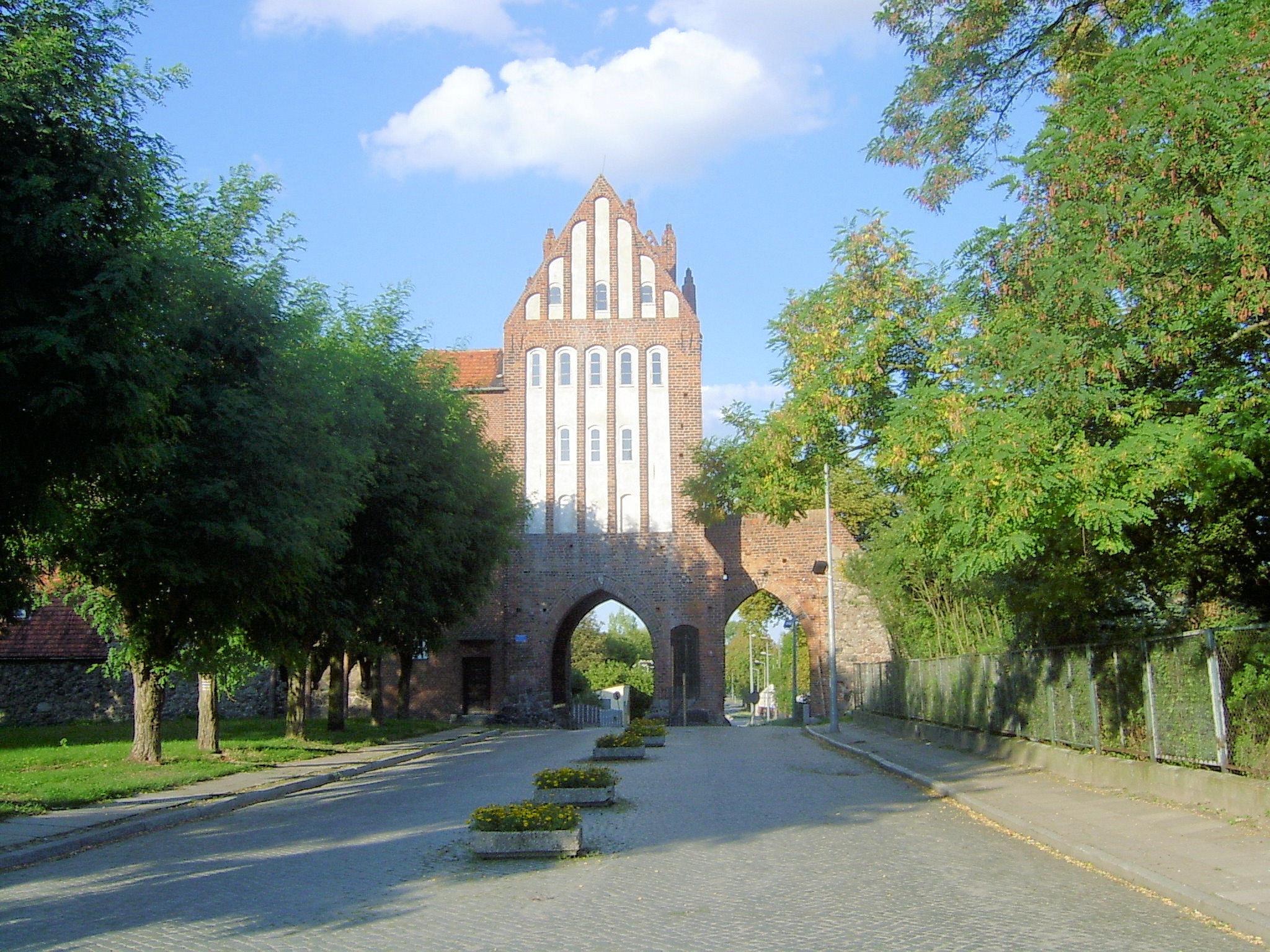